# Triple Gold Club

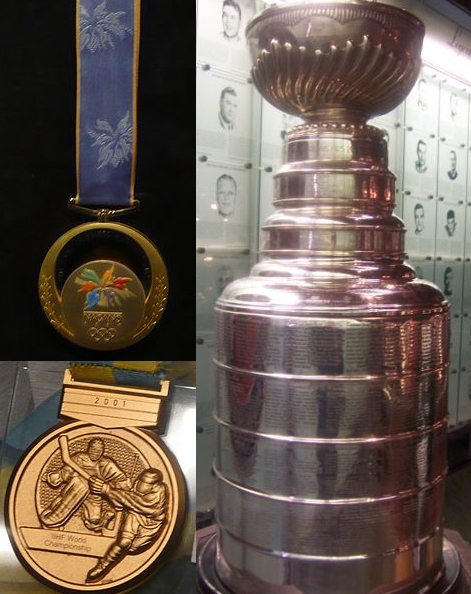
I tre premi che compongono il Triple Gold Club: (in senso orario da sinistra) una medaglia d'oro olimpica, la Stanley Cup e una medaglia d'oro del Campionato mondiale.

Il Triple Gold Club, (in italiano: "Club del triplo oro"), è un termine utilizzato nel mondo dell'hockey su ghiaccio per indicare quei giocatori e allenatori capaci di vincere una medaglia d'oro ai Giochi olimpici, una medaglia d'oro al Campionato mondiale e la Stanley Cup, trofeo destinato alla squadra vincitrice della National Hockey League. L'International Ice Hockey Federation li riconosce come i tre eventi hockeistici più importanti al mondo.

## Storia
Tomas Jonsson, Mats Näslund e Håkan Loob diventarono i primi membri del Club quando il 27 febbraio 1994 conquistarono con la nazionale della Svezia l'oro ai giochi di Lillehammer 1994. Il termine iniziò ad acquisire sempre più notorietà al termine dei giochi di Salt Lake City 2002, quando si aggiunsero i primi tre giocatori di nazionalità canadese. L'8 maggio 2007 la IIHF annunciò che il Club da lì in poi sarebbe stato riconosciuto a livello ufficiale e che i giocatori vincenti in tutti e tre i principali eventi sarebbero stati premiati. La prima cerimonia si sarebbe dovuta tenere in Canada nel corso del Campionato mondiale 2008, tuttavia essa fu rimandata a settembre di quell'anno in occasione nella prima edizione della Victoria Cup.
I giocatori membri del Triple Gold Club sono trenta: undici canadesi, nove svedesi, sette russi (sei dei quali hanno vinto titoli olimpici e mondiali con la nazionale sovietica o della CSI), due cechi e un finlandese. Undici di loro sono difensori, mentre tutti gli altri sono attaccanti; nessun portiere rientra ancora nel Club. I giocatori ad aver impiegato il minor tempo ad entrare nel Triple Gold Club partendo dal loro primo titolo vinto sono gli svedesi Niklas Kronwall, Mikael Samuelsson e Henrik Zetterberg, vincitori delle Olimpiadi e dei Mondiali nel 2006 e della Stanley Cup nel 2008 con la franchigia dei Detroit Red Wings. Allo spettro opposto il russo Vjačeslav Fetisov impiegò 19 anni per vincere tutti e tre i titoli necessari.
Il canadese Jonathan Toews è il più giovane ad essere stato incluso nel Club, avendo vinto il terzo titolo, la Stanley Cup, all'età di 22 anni e 42 giorni; Pavel Datsyuk invece è il più anziano, capace di vincere l'oro olimpico a 39 anni e 220 giorni. I russi Fetisov e Igor' Larionov, insieme allo svedese Peter Forsberg, sono gli unici giocatori che hanno vinto tutte e tre le competizioni più di una volta. Dieci dei membri del Triple Gold Club hanno conquistato la Stanley Cup militando per i Detroit Red Wings, più di qualsiasi altra formazione della NHL.
Mike Babcock diventò il primo allenatore capace di entrare nel Triple Gold Club il 28 febbraio 2010 dopo aver condotto il Canada alla medaglia d'oro ai giochi di Vancouver 2010. In precedenza aveva vinto il Campionato mondiale nel 2004 e aveva vinto la Stanley Cup alla panchina dei Red Wings nel 2008.

## Componenti
La IIHF considera i premi che compongono il Triple Gold Club "i tre trofei più importanti che si possano conquistare nello sport". Il Club nacque solo in epoca moderna poiché i giocatori militanti in National Hockey League, a causa del loro status di professionisti, non poterono prendere parte al Campionato mondiale fino al 1977, mentre la prima apparizione olimpica fu nel 1998, essendo fino ad allora intesi come tornei riservati ai giocatori dilettanti. In aggiunta a molti giocatori europei, in particolare quelli provenienti dall'Unione Sovietica e dalla Cecoslovacchia, non fu permesso di giocare in NHL per aggiudicarsi la Stanley Cup prima della caduta della cortina di ferro nel 1989.

### Giochi olimpici
I tornei di hockey su ghiaccio iniziarono ad essere disputati in occasione dei Giochi olimpici fin dal 1920. Il torneo maschile si svolse per la prima volta nei giochi di Anversa 1920 ed entrò nel programma dei giochi olimpici invernali fin dalla prima edizione di Chamonix 1924. I giochi olimpici furono inizialmente riservati ai giocatori dilettanti, escludendo in tal modo gli atleti della NHL e delle altre leghe professionistiche esistenti. La nazionale del Canada dominò i primi tre decenni conquistando sei delle sette medaglie d'oro disponibili. L'Unione Sovietica partecipò per la prima volta alle olimpiadi del 1956, e da allora superò il Canada come principale potenza mondiale, vincendo sette dei nove tornei olimpici ai quali prese parte. Le uniche occasioni nelle quali non giunse la vittoria furono nel 1960 e nel 1980, tornei ospitati e vinti dagli Stati Uniti. Le altre nazioni ad essersi aggiudicate l'oro olimpico sono state il Regno Unito nel 1936, la Svezia nel 1994 e nel 2006, e la Repubblica Ceca nel 1998.
La maggior parte dei migliori giocatori canadesi erano professionisti impegnati in NHL, pertanto la Canadian Amateur Hockey Association fece pressioni per permettere l'utilizzo in ambito internazionale dei giocatori professionisti in aggiunta a quelli dilettanti. Dopo numerosi dibattiti riguardo alla definizione di professionismo nello sport, il Comitato Olimpico Internazionale a partire dal 1988 permise l'uso degli atleti professionisti ai Giochi Olimpici. Inizialmente la NHL si mostrò riluttante a concedere i propri giocatori agli impegni delle diverse nazionali poiché i tornei olimpici e mondiali erano in concomitanza con le fasi decisive della stagione regolare della NHL; alla fine fu raggiunto un accordo e a partire dal 1998 gli atleti della NHL iniziarono a prendere parte alle Olimpiadi.

### Campionato mondiale
Il Campionato mondiale di hockey su ghiaccio è un torneo annuale organizzato dalla International Ice Hockey Federation. È il principale torneo di hockey internazionale a cadenza annuale. Il torneo svoltosi alle Olimpiadi del 1920 è riconosciuto anche come il primo campionato mondiale. Fra il 1920 ed il 1968 i tornei olimpici furono dichiarati validi anche come campionato mondiali per quell'anno. Il primo campionato mondiale svoltosi in maniera autonoma fu disputato nel 1930, con la partecipazione di dodici nazionali. Il formato attuale del mondiale prevede la partecipazioni di 16 nazionali nel Gruppo A, di 12 nazionali suddivise in due gruppi nella Prima Divisione e di altre 12 nazionali suddivise in due gruppi nella Seconda Divisione. Qualora vi siano più di 40 nazionali iscritte esse prendono parte alla Terza Divisione. Le squadre del Gruppo A sono suddivise in due gironi; le migliori quattro di ciascun gruppo compongono il quadro dei turni ad eliminazione diretta, al termine dei quali viene eletta la nazionale campione del mondo.
Il Canada fu la prima potenza mondiale, capace di imporsi ben 12 volte fra il 1930 ed il 1952. L'Unione Sovietica partecipò per la prima volta nel 1954 e presto diventò la principale rivale del Canada. Dal 1963 fino al dissolvimento del 1991 l'Unione Sovietica fu in grado di dominare la scena con 20 campionati mondiali vinti. Durante quell'era solo altre tre nazioni andarono a medaglie: Canada, Cecoslovacchia e Svezia. Dopo la caduta del comunismo emersero le nazionali della Russia dal 1992, mentre quelle della Repubblica Ceca e della Slovacchia dal 1993. Dagli anni 2000 la lotta per il titolo mondiale si ampliò fino a contare sei nazionali ai primi posti nel ranking IIHF: il Canada, la Repubblica Ceca, la Finlandia, la Russia, la Svezia, gli Stati Uniti e la Slovacchia.

### Stanley Cup
La Stanley Cup è il trofeo con cui ogni anno viene premiata la squadra vincitrice dei playoff della National Hockey League. La Stanley Cup è il più antico trofeo sportivo professionistico dell'America settentrionale, ed è circondato da numerose leggende, la più antica delle quali è la bevuta di champagne dalla cima della coppa da parte della squadra vincente. A differenza degli altri trofei delle leghe professionistiche nordamericane non viene realizzata una nuova Stanley Cup ogni anno; i vincitori del trofeo possono tenere il trofeo fino alla proclamazione di un nuovo vincitore. È inoltre l'unico trofeo negli sport professionistici che reca il nome dei giocatori della squadra vincente, degli allenatori, dei dirigenti e dello staff incisi sul suo calice. Il trofeo originale è realizzato in argento, alto 18,5 centimetri e dal diametro di 29 centimetri. La Stanley Cup attuale, sovrastata da una copia del trofeo originale, è realizzata in argento e lega di nichel. Il trofeo odierno è altro 89,54 centimetri e pesa 15,5 chilogrammi.
Chiamata in origine "Dominion Hockey Challenge Cup", la coppa fu donata nel 1892 dall'allora governatore Lord Stanley alla miglior squadra dilettantistica del Canada. Nel 1915 le due leghe professionistiche allora esistenti, la National Hockey Association e la Pacific Coast Hockey Association, raggiunsero un gentlemen's agreement con cui le squadre vincitrici dei rispettivi campionati si sarebbero incontrate l'una contro l'altra per contendersi il trofeo della Stanley Cup. Dopo una lunga serie di creazioni e trasformazioni delle leghe professionistiche a partire dal 1926 diventò de facto il trofeo riservato alla vincitrice della NHL. La coppa fu dichiarata de jure solo nel 1947.

## Membri
| *                                                                                              | Giocatore membro della Hockey Hall of Fame. |
| In grassetto è indicato il trofeo con cui hanno conquistato l'inclusione nel Triple Gold Club. |                                             |

### Giocatori
| Naz.                 | Giocatore           | Data di inclusione | Oro olimpico           | Campionato mondiale                           | Stanley Cup                                           |
| -------------------- | ------------------- | ------------------ | ---------------------- | --------------------------------------------- | ----------------------------------------------------- |
| Svezia (bandiera)    | Tomas Jonsson       | 27 febbraio 1994   | Svezia 1994            | Svezia 1991                                   | New York Islanders 1982, 1983                         |
| Svezia (bandiera)    | Mats Näslund        | 27 febbraio 1994   | Svezia 1994            | Svezia 1991                                   | Montreal Canadiens 1986                               |
| Svezia (bandiera)    | Håkan Loob          | 27 febbraio 1994   | Svezia 1994            | Svezia 1987, 1991                             | Calgary Flames 1989                                   |
| Russia (bandiera)    | Valerij Kamenskij   | 10 giugno 1996     | URSS 1988              | URSS 1986, 1989, 1990                         | Colorado Avalanche 1996                               |
| Russia (bandiera)    | Aleksej Gusarov     | 10 giugno 1996     | URSS 1988              | URSS 1986, 1989, 1990                         | Colorado Avalanche 1996                               |
| Svezia (bandiera)    | Peter Forsberg      | 10 giugno 1996     | Svezia 1994, 2006      | Svezia 1992, 1998                             | Colorado Avalanche 1996, 2001                         |
| Russia (bandiera)    | Vjačeslav Fetisov   | 7 giugno 1997      | URSS 1984, 1988        | URSS 1978, 1981, 1982, 1983, 1986, 1989, 1990 | Detroit Red Wings 1997, 1998                          |
| Russia (bandiera)    | Igor' Larionov      | 7 giugno 1997      | URSS 1984, 1988        | URSS 1982, 1983, 1986, 1989                   | Detroit Red Wings 1997, 1998, 2002                    |
| Russia (bandiera)    | Aleksandr Mogil'nyj | 10 giugno 2000     | URSS 1988              | URSS 1989                                     | New Jersey Devils 2000                                |
| Russia (bandiera)    | Vladimir Malachov   | 10 giugno 2000     | Squadra Unificata 1992 | URSS 1990                                     | New Jersey Devils 2000                                |
| Canada (bandiera)    | Rob Blake           | 24 febbraio 2002   | Canada 2002            | Canada 1994, 1997                             | Colorado Avalanche 2001                               |
| Canada (bandiera)    | Joe Sakic           | 24 febbraio 2002   | Canada 2002            | Canada 1994                                   | Colorado Avalanche 1996, 2001                         |
| Canada (bandiera)    | Brendan Shanahan    | 24 febbraio 2002   | Canada 2002            | Canada 1994                                   | Detroit Red Wings 1997, 1998, 2002                    |
| Canada (bandiera)    | Scott Niedermayer   | 9 maggio 2004      | Canada 2002, 2010      | Canada 2004                                   | New Jersey Devils 1995, 2000, 2003 Anaheim Ducks 2007 |
| Rep. Ceca (bandiera) | Jaromír Jágr        | 15 maggio 2005     | Repubblica Ceca 1998   | Repubblica Ceca 2005, 2010                    | Pittsburgh Penguins 1991, 1992                        |
| Rep. Ceca (bandiera) | Jiří Šlégr          | 15 maggio 2005     | Repubblica Ceca 1998   | Repubblica Ceca 2005                          | Detroit Red Wings 2002                                |
| Svezia (bandiera)    | Nicklas Lidström    | 26 febbraio 2006   | Svezia 2006            | Svezia 1991                                   | Detroit Red Wings 1997, 1998, 2002, 2008              |
| Svezia (bandiera)    | Fredrik Modin       | 26 febbraio 2006   | Svezia 2006            | Svezia 1998                                   | Tampa Bay Lightning 2004                              |
| Canada (bandiera)    | Chris Pronger       | 6 giugno 2007      | Canada 2002, 2010      | Canada 1997                                   | Anaheim Ducks 2007                                    |
| Svezia (bandiera)    | Niklas Kronwall     | 4 giugno 2008      | Svezia 2006            | Svezia 2006                                   | Detroit Red Wings 2008                                |
| Svezia (bandiera)    | Henrik Zetterberg   | 4 giugno 2008      | Svezia 2006            | Svezia 2006                                   | Detroit Red Wings 2008                                |
| Svezia (bandiera)    | Mikael Samuelsson   | 4 giugno 2008      | Svezia 2006            | Svezia 2006                                   | Detroit Red Wings 2008                                |
| Canada (bandiera)    | Eric Staal          | 28 febbraio 2010   | Canada 2010            | Canada 2007                                   | Carolina Hurricanes 2006                              |
| Canada (bandiera)    | Jonathan Toews      | 9 giugno 2010      | Canada 2010, 2014      | Canada 2007                                   | Chicago Blackhawks 2010, 2013, 2015                   |
| Canada (bandiera)    | Patrice Bergeron    | 15 giugno 2011     | Canada 2010, 2014      | Canada 2004                                   | Boston Bruins 2011                                    |
| Canada (bandiera)    | Sidney Crosby       | 17 maggio 2015     | Canada 2010, 2014      | Canada 2015                                   | Pittsburgh Penguins 2009, 2016, 2017                  |
| Canada (bandiera)    | Corey Perry         | 22 maggio 2016     | Canada 2010, 2014      | Canada 2016                                   | Anaheim Ducks 2007                                    |
| Russia (bandiera)    | Pavel Datsyuk       | 25 febbraio 2018   | Russia 2018            | Russia 2012                                   | Detroit Red Wings 2002, 2008                          |
| Canada (bandiera)    | Jay Bouwmeester     | 12 giugno 2019     | Canada 2014            | Canada 2003, 2004                             | St. Louis Blues 2019                                  |
| Finlandia (bandiera) | Valtteri Filppula   | 29 maggio 2022     | Finlandia 2022         | Finlandia 2022                                | Detroit Red Wings 2008                                |

### Allenatore
| Allenatore   | Data di inclusione | Oro olimpico      | Campionato mondiale | Stanley Cup            |
| ------------ | ------------------ | ----------------- | ------------------- | ---------------------- |
| Mike Babcock | 28 febbraio 2010   | Canada 2010, 2014 | Canada 2004         | Detroit Red Wings 2008 |